# Lygisaurus novaeguineae
Espèce
Synonymes
- Lygosoma novaeguineae Meyer, 1874

Lygisaurus novaeguineae est une espèce de sauriens de la famille des Scincidae.

## Répartition
Cette espèce se rencontre :
- au Queensland en Australie ;
- dans le sud-ouest de la Papouasie-Nouvelle-Guinée.

## Publication originale
- Meyer, 1874 : über die von ihm auf Neu-Guinea und den. Inseln Jobi, Mysore und Mafoor im Jahre 1873 gesammelten Amphibien.Monatsberichte der Königlichen Preußischen Akademie der Wissenschaften zu Berlin, vol. 1874, p. 128-140 (texte intégral).